# The Baby Maker
Pour plus de détails, voir Fiche technique et Distribution.
The Baby Maker est un film américain réalisé par James Bridges, sorti en 1970.

## Synopsis
Tish Gray, une adepte du Flower Power, se voit proposer, moyennant rétribution, de porter l'enfant d'un couple de bourgeois, Suzanne et Jay Wilcox. Mais bientôt, l'antagonisme entre les valeurs morales de Tish et de son petit ami Tad Jacks, avec celles des Wilcox remet tout en cause.

## Fiche technique
- Titre français : The Baby Maker ou Je donne la vie à qui je veux ou La Faiseuse d'enfants[1] ou Un bébé sur commande
- Réalisation : James Bridges
- Scénario : James Bridges
- Montage : Walter Thompson
- Musique : Fred Karlin
- Pays d'origine : États-Unis
- Format : Couleurs - 1,85:1 - Mono
- Genre : drame
- Date de sortie : 
  - États-Unis : 1970
  - France : 14 septembre 1977[1]

## Distribution
- Barbara Hershey : Tish Gray
- Collin Wilcox Paxton : Suzanne
- Sam Groom : Jay Wilcox
- Scott Glenn : Tad Jacks
- Jeannie Berlin : Charlotte
- Madge Kennedy : la grand-mère de Tish
- Bobby Pickett : Dr Sims
- Charles Wagenheim : le propriétaire de la boutique de jouets
- Brenda Sykes (non créditée) : Francis